# Nicolas Quinche
Nicolas Quinche fait ses premiers pas de musicien en prenant des leçons de piano dès 1978. Précoce, il compose depuis 1986. Il étudie l'éducation musicale aux Conservatoires de Conservatoire de musique de Genève et de Lausanne où il obtient un certificat d’études supérieures de maître de musique en 1999. Parallèlement, il obtient une licence en musicologie à l'Université de Genève en 1998. Dans ce cadre, il a aussi étudié à l’Université de Bâle durant 18 mois. De 2003 à 2009, il étudie auprès de la pianiste Marcia Dipold. Il obtient le certificat de la Société suisse de pédagogie musicale (SSPM) en 2006, puis celui de l’Association vaudoise des conservatoires et écoles de musique (AVCEM) trois ans plus tard.
Membre de l’octuor vocal OctoKoda durant quelques années, Nicolas Quinche travaille sa voix pendant six ans avec la chanteuse Sakuya Klopfenstein. Il compose ses premières chansons en 1998. Il a également écrit pour orchestre, pour chœur, de la musique de chambre et de la musique de film.

## Sources
- « Nicolas Quinche », sur la base de données des personnalités vaudoises sur la plateforme « Patrinum » de la Bibliothèque cantonale et universitaire de Lausanne.
- Le Temps, 2010/12/04